# SS-081 이범석
SS-081 이범석은 손원일급 잠수함의 8번함이다.

## 역사
- 2016년 11월 8일 : 오후 경남 거제시 대우조선해양에서 이범석함 진수식이 열렸다. 황교안 국무총리 내외, 엄현성 해군참모총장, 정성립 대우조선해양 사장이 참석했다.
- 이범석 (1900년) 장군은 일제강점기 당시 신흥무관학교 교관, 북로군정서 교관 등을 거치며 독립군을 양성했다.
- 2017년 1월 2일 : 해군잠수함사령부는 잠수함사령관 박노천 소장 주관으로 '이범석함' 부대 창설식을 거행했다. 이범석함의 초대 함장으로는 이상근 대령(진)이 임명됐다. 이 함장은 장보고함(SS-I)급 함장, 손원일함(SS-II)급 부장, 국방부 국방정책 관리 담당 등 해·육상 주요보직을 역임, 이범석함의 성공적인 전력화 과정에 적임자로 평가받았다.
- 2017년 6월 9일 : 해군잠수함사령부는 이범석함 항해 시운전 관계자들이 8, 9일 이틀간 경남 창원시 진해구에 위치한 해양의학지원소(해의원) 잠수함 비상탈출훈련장에서 실제 상황과 유사한 조건의 잠수함 비상탈출 훈련을 실시했다고 밝혔다. 해군 잠수함 승조원들은 매년 1차례씩 비상시를 대비해 10m 가량의 수조에서 비상탈출 훈련을 실시하고 있다. 특히 이번 훈련에는 잠수함 승조원이 아닌 일반인이 처음으로 참가해 눈길을 끌었다. 이들은 이범석함의 항해 시운전을 담당하고 있는 대우조선해양(DSME) 소속 편승요원들이다.[1]
- 2019년 5월 : 이범석함이 취역했다.